# Schwanau (Insel)
Die Insel Schwanau liegt im Lauerzersee und gehört zur Gemeinde Lauerz im Kanton Schwyz.

## Geographie
Schwanau ist die grössere der beiden Inseln im Lauerzersee. Die andere Insel, Roggenburg, liegt 130 Meter südöstlich von Schwanau. Die Insel Schwanau ist 200 Meter lang und bis zu 55 Meter breit. Sie hat eine Fläche von 5728 m². Sie liegt 125 Meter vom Südufer des Sees entfernt.

## Geschichte

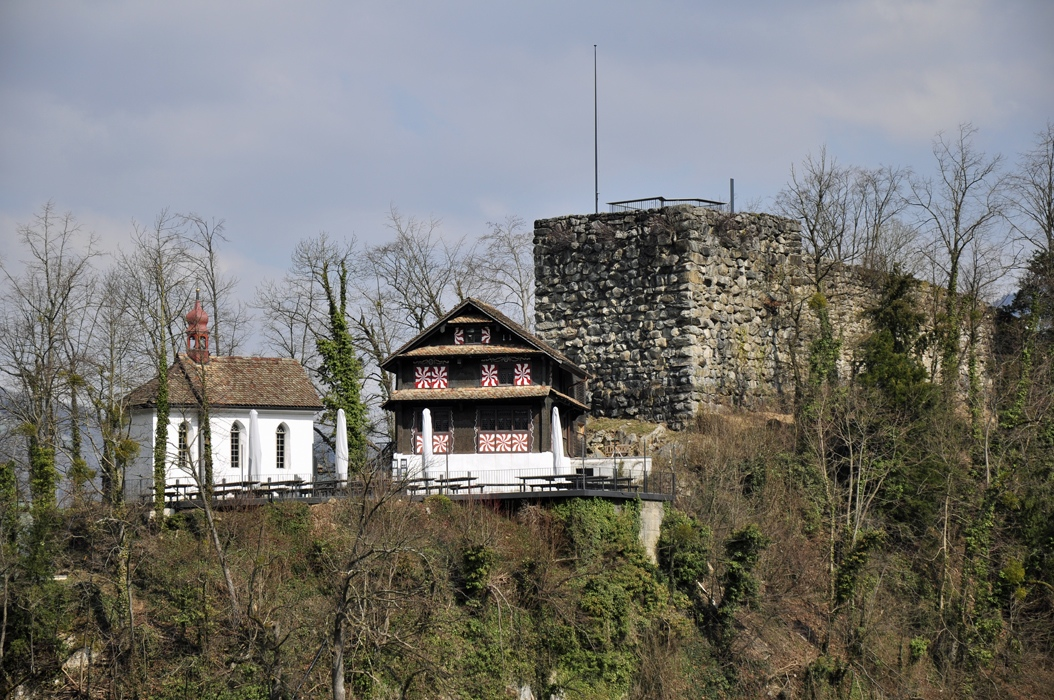
Insel Schwanau mit Kapelle, Gasthaus und Burgruine

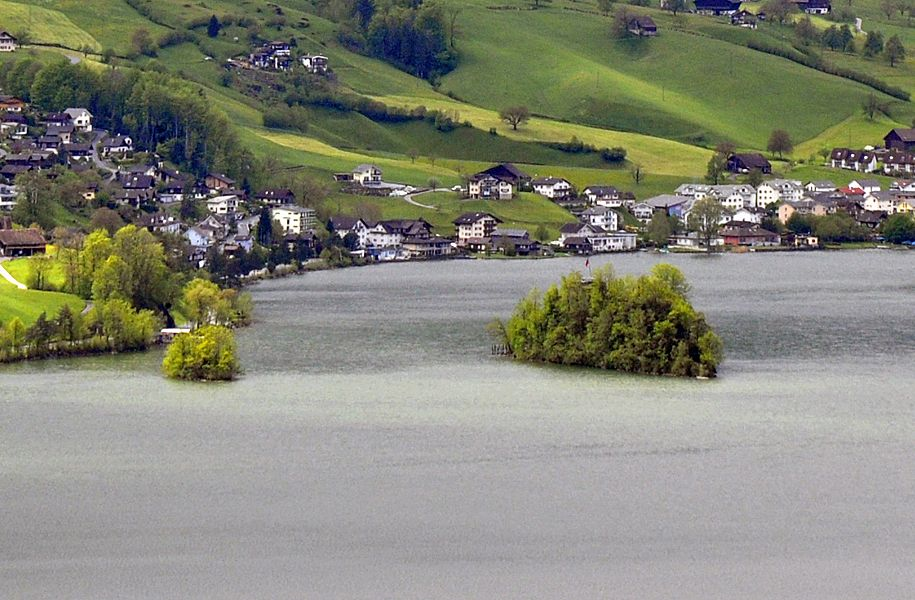
Schwanau

Luftbild (1960)

Nach archäologischen Untersuchungen des Schweizerischen Landesmuseums kann auf Grund der Funde von einer Besiedelung vor rund 1200 vor unserer Zeit ausgegangen werden.
Wie der ganze Hof Arth gehörte auch die Insel Schwanau dem Grafengeschlecht der Lenzburger. Nach deren Aussterben fiel die Insel um 1173 den Kyburgern zu. Um 1273 übernahmen sie die Habsburger.
Der älteste Teil des Bergfrieds reicht in die Zeit der Kyburger zurück und wurde vermutlich um 1200 bis 1240 erstellt. Dazu gehörte eine Ringmauer, welche ein Wohnhaus einfasste. Bereits um ca. 1250 wurde die Burg bei einem Brand zerstört. Es ist nicht geklärt, ob die Zerstörung auf eine kriegerische Auseinandersetzung zurückzuführen ist. Die Burg wurde nicht wieder errichtet. Die Insel fand im Mittelalter jedoch noch einmal Erwähnung. Im Weissen Buch von Sarnen des Sarner Landschreibers Hans Schriber erwähnt dieser die Insel unter dem Namen Swandowe. Dies wurde im Laufe der Jahre zu "Schwanau", was so viel bedeutet wie der gejagte Schwan.
1684 wurde die Insel durch den Einsiedler Johann Linder, zusammen mit seiner Frau Sarah, bewohnt. Im selben Jahr wurde auch die Kapelle St. Johann gebaut. Diese wurde jedoch während der französischen Besatzung stark verwüstet. Die 1806 durch den Bergsturz von Goldau ausgelöste Flutwelle zerstörte dann die noch bestehenden Bauten vollständig. 1809 verkaufte die Kirchgemeinde Schwyz die Insel an den General und Landeshauptmann Ludwig Auf der Maur. Dieser verpflichtete sich mit dem Kauf die Kapelle wieder aufzubauen und für den Unterhalt der Burgruine zu sorgen. 1967 verkaufte die Familie Auf der Maur die Insel an den Kanton Schwyz zurück.
Die Kapelle und die Burgruine Schwanau sind bis heute erhalten. Ausserdem ist noch ein Gasthaus dazugekommen.